# Kang Yun-mi
Kang Yun-mi née le 10 février 1988 est une patineuse de patinage de vitesse sur piste courte sud-coréenne.

## Palmarès

### Jeux olympiques
- Jeux olympiques d'hiver de 2006 à Turin  Italie :
  -  Médaille d'or en relais sur 3000m.